# 경기도공단환경관리사업소
경기도공단환경관리사업소(京畿道公團環境管理事業所)는 지방자치법 114조에 따라 산업단지(국가·지방, 농공단지)내 오염물질 배출사업장을 관리하고 쾌적한 생활환경 조성과 민원서비스의 향상을 위하여 설치된 경기도청 소속기관이다.

## 조직
- 공단기획팀
- 공단관리팀
- 공단지도1팀
- 공단지도2팀

## 같이 보기
- 경기도청